# Monogam Records
Monogam Records ist ein kleines unabhängiges Berliner Musiklabel, das Ende der 1970er Jahre von Michael Voigt und Elisabeth Recker gegründet wurde und seit 2004 wieder aktiv ist.

## Labelgeschichte
Für die Neue Deutsche Welle spielte das Label insofern eine entscheidende Rolle, als dass hier die Einstürzenden Neubauten, Mania D und Die Haut ihre ersten Platten veröffentlichten. Diese und auch weitere der nur etwa zehn Tonträgerveröffentlichungen von Monogam Records waren in Burkhardt Seilers Plattenladen Zensor im Vertrieb.

## Diskografie

### 1980
- Monogam 001: Rainy Day Woman - Frauen für schlechte Tage (7")
- Monogam 002: Mania D - Track 4 (7")
- Monogam 003: Voburka - Hits Berlin (7")
- Monogam 004: Vorgruppe - Erste Auslese (7")
- Monogam 005: Einstürzende Neubauten - Für den Untergang (7")

### 1981
- Monogam 006: V.A. - Monogam (Sampler) (LP)
- Monogam 007: Die Unbekannten[4] - Casualities (12")

### 1982
- Monogam 008: Die Haut - Schnelles Leben (12")
- Monogam 011: Die Unbekannten - Dangerous moonlight (12")

### 2004
- Martin Dean – Just A Little Bit Of Love

### 2005
- Martin Dean – The Best of Martin Dean

### 2011
- Various – Berlin Super 80 (Music Underground West Berlin 1978–1984)